# Premio nazionale per il cortometraggio sociale Nickelodeon
Il Premio Nickelodeon per il cortometraggio sociale  nasce da un'idea dei cinefili Marcello Monaco e Luca Valentino Paluello, desiderosi di portare un nuovo evento a Spoleto ed iscrivendo così la città nel circuito del Cortometraggio Indipendente Italiano.
In quell'anno, il 1995, si celebrava anche il centenario dalla nascita del cinema ed il festival partiva dall'idea di un "concorso per video-produzioni indipendenti".
Solo successivamente, con l'ingresso come partner nel 2001 della Cooperativa Sociale "Il Cerchio" di Spoleto, venne effettuata la scelta di rendere il festival una rassegna per cortometraggi a tema sociale e l'iniziativa assunse la sua fisionomia odierna.

## Albo d'oro

### Edizione 1995
- Premio Migliore Cortometraggio: L'attesa di Giovanni Coda
- Premio Migliore Regia: La nonna di Nicola Barnaba
- Premio Migliore Attore: Adamo Antonacci per il video Avrei un problema di Alessandro Riccio
- Premio Migliore Attrice: Roberta Triggiani per il video Fino in fondo di Ivan Cotroneo
- Premio Migliore Fotografia: Giovanni Coda per il video L'attesa
- Premio Migliore Sceneggiatura: Ruggero Di Paola per il video Come?
- Premio Migliore Montaggio: Giovanni Coda per il video L'attesa
- Premio Migliori Musiche Originali: Salvatore Giulintano per il video L'alba è vicina di Massimo Coglitore
- Menzioni speciali
  - L.Bianchi 1999 L'ultima dimissione di Tonino Pane
  - Ritorni di Alberto Giulidori

### Edizione 1996
- Sezione concorso: Il corto fiction
  - Premio Migliore Cortometraggio: Ora è tutto chiaro di Alessandro Riccio
  - Premio Migliore Regia: Lo straniero di Nicola Barnaba
  - Premio Migliore Attore Protagonista: Matteo Panero per il video Strade apparentemente normali di Paolo Severini
  - Premio Migliore Attrice Protagonista: Claudia Renzi per il video Ora è tutto chiaro di Alessandro Riccio
  - Premio Migliore Sceneggiatura Originale: Marcello Gori per il video Venerdì 17
- Sezione concorso: A come Ambiente
  - Premio Migliore Documentario: Immagini del Sinis di Pippo Failla

### Edizione 1997
- Sezione concorso: Fiction
  - Premio Migliore Cortometraggio: Direttive dall'alto di Marcello Gori
  - Premio Migliore Regia: Un attimo prima di Valerio Morini
  - Premio Migliore Attore Protagonista: Guido Albucci per il video Un attimo prima di Valerio Morini
  - Premio Migliore Attrice Protagonista: Sabina Cesaroni per il video L'età visionaria di Duccio Barlucchi e Mauro Tozzi
  - Premio Migliore Sceneggiatura Originale: Marcello Gori per il video Direttive dall'alto di Marcello Gori
- Sezione concorso: Ambiente
  - Premio Migliore Documentario: Un bel Po di Giovanni Raggi
- Menzioni speciali
  - Cortometraggio: L'indifferenza di Michele Rosania
  - Cortometraggio: Per Elisa del Laboratorio Video del Liceo Scientifico F. Severi di Faenza
  - Cortometraggio: Un attimo prima di Valerio Morini
  - Cortometraggio: Maastricht di Marino e Maria Rosa Rore
  - Cortometraggio: Tir Na Nog (La terra dell'eterna giovinezza) di Daniele Iop e Mara Miotto
  - Regia: 100 anni di Nicola Barnaba
  - Regia: Caduta libera di Giovanni Altini
  - Regia: Un nuovo arrivo della Scuola Media S. Umiltà di Faenza
  - Regia: Direttive dall'altro di Marcello Gori
  - Regia: L'indifferenza di Michele Rosania
  - Regia: Risveglio di Lorenzo Pecchioni e Alex De Luigi (WLWL)
  - Attore: Ottaviano Enrico per il video Direttive dall'alto di Marcello Gori
  - Attore: Denis Zama per il video Un nuovo arrivo della Scuola Media S. Umiltà di Faenza
  - Attore: Alfredo Guerini per il video Caduta libera di Giovanni Altini
  - Attore: Alex De Luigi per il video Risveglio di Lorenzo Pecchioni e Alex De Luigi (WLWL)
  - Attore: Gianni Calcinai per il video L'indifferenza di Michele Rosania
  - Attrice: Luisa Cattaneo per il video L'indifferenza di Michele Rosania
  - Attrice: Elena Samori per il video Per Elisa del Laboratorio Video del Liceo Scientifico F. Severi di Faenza
  - Attrice: Margherita Banelli per il video Un attimo prima di Valerio Morini
  - Sceneggiatura: Vuoti a perdere di Roberto Campagna e Elena De Rosa
  - Sceneggiatura: Caduta libera di Giovanni Altini
  - Sceneggiatura: Una repubblica democratica fondata sul lavoro di Raffaele Carcano

### Edizione 1998
- Sezione concorso: Corto
  - Premio Migliore Cortometraggio: Colori nel buio della Scuola Media S. Umiltà
- Sezione concorso: Cortissimo
  - Premio Migliore Cortometraggio: Restituisci a Palazzo San Giacomo la sua vera immagine del Liceo Europeo Indirizzo Artistico S. Umiltà
- Sezione concorso: Ambiente
  - Premio Miglior Video Ambiente: Lamentazioni di Oscar Sartori
- Menzioni speciali
  - Musiche: Notti di Matteo Lolli
  - Musiche: Un mercoledì da saponi di Riccardo Marchesini
  - Cortometraggio: Anima larga di Alessandro Riccio
  - Cortometraggio: Il superudito di Marcello Gori

### Edizione 2000
- Premio Migliore Cortometraggio: Un giorno d'inverno di Paolo Caredda
- Sezione concorso: Tema sociale
  - Premio Migliore Cortometraggio: Un giorno d'inverno di Paolo Caredda
- Menzioni speciali
  - Frames of mind di Valerio Morini
  - The building di Nicola Barnaba
  - Uomini (una storia) di Giuseppe Gagliardi

### Edizione 2001
- Sezione concorso: Il sogno di Artemidoro
  - Premio Migliore Cortometraggio: nero lavoro di Sabrina Masala
- Sezione concorso: Spoleto Corto Giovani
  - Premio Migliore Cortometraggio: Ascoltateci della Scuola Elementare S.Umiltà
- Sezione concorso: Cult Movie
  - Premio Migliore Cortometraggio: La colazione di Elena La Ferla
- Menzioni speciali
  - Che non ci sia di Marko Zizic
  - Risiko!!? di Mario Chiaiese e Gianni Scevola
  - Su di me di Alessandro Riccio
  - Sgneg! di Leonardo Speri

### Edizione 2002
- Premio Migliore Cortometraggio
  - Due pezzi pazzi di Giulia Brazzale e Pierluca Arabi (ex aequo)
  - Sette righe di storia di Paolo Di Nicola (ex aequo)
- Menzione speciale: Glob di Jacopo Martinoni

### Edizione 2003
- Premio Migliore Cortometraggio: Lo spaventapasseri di Elisabetta Bernardini
- Premio Giuria di Selezione "FINALISTI"
  - "L'INCROCIO" di Andrea Lato
  - "SE TU NON CERCHI LAVORO, IL LAVORO CERCA TE" di Giuseppe Scutellà
  - "THE NOISE OF MUSIC" di Riccardo Bellucci
  - "UE' PAISA'! - ATTO 1° / FRANCHEIN" di Gianni Torres
  - "VOYAGER (MONDI ALTRI POSSIBILI)" di Luca Santiago e Rita Galeotti

### Edizione 2004
- Premio Migliore Cortometraggio: Se lo sapesse mio nonno di Lorenzo Tozzi e Emanuele Tozzi
- Premio Giuria di Selezione "FINALISTI"
  - "B/N" di Enrico Vanni
  - "È così che va" di Leonardo Moro
  - "La delizia del parco" di Adriano Sforzi
  - "Lo spaventapasseri" di Cesare Fragnelli e Cinema Sud
  - "Memento" di Iole Waringh
  - "Quando ami si vede" di Fabrizio Boni
  - "Vlora 1991" di Roberto De Feo

### Edizione 2005
- Premio Migliore Cortometraggio: Compito in classe di Daniele Cascella
- Premio Giuria di Selezione "FINALISTI"
  - “Il Tocco magico” di Lorenzo Faccenda
  - “Affitto casa” di Emanuele e Lorenzo Tozzi
  - “Via dell'arte” di Francesco Lopez
- Menzione speciale della Giuria Operatori Sociali:
  - Il Fronte di Francesco Lopez
  - Baiano di Elisabetta Bernardini

### Edizione 2006
- Premio Migliore Cortometraggio: Tana libera tutti di Vito Palmieri
- Premio Giuria di Selezione "FINALISTI"
  - VISTO COME SIETE FORTUNATI di Yuri Rossi
  - OFFERTE SPECIALI di Gianni Gatti
  - NANO E FAUSTO di Adriano Sforzi
  - SUNEK IMPULSO di Paolo Massimiliano Gagliardi
  - DOPO TUTTA LA CONFUSIONE di Paolo Massari, Francesca Maria Conti e Roberto Ippolito.
- Menzioni speciali della Giuria della Critica
  - Offerte speciali di Gianni Gatti
  - Visto come siete fortunati di Yuri Rossi
- Segnalazione Speciale della Giuria Operatori Sociali:
  - Viaggiare senza binari realizzato da Collettivo Teatro Animazione Orvieto
  - Arriva la banda realizzato da Cineclub Detour e la Cooperativa sociale COTRAD ONLUS
- Segnalazione Speciale della Giuria del Liceo Ginnasio F. Frezzi di Foligno: Offerte speciali di Gianni Gatti

### Edizione 2007
- Premio Migliore Cortometraggio: Zio c'è! di Andrea Castoldi
- Premio della Critica: La gamba di Diego di Gianfranco Gallo
- Premio Giuria di Selezione "FINALISTI"
  - "Come tuo fratello" di Daniele Santonicola - Nocera Inferiore (SA)
  - "La ricetta della Felicità" di Fabio Bimbati - Rovigo (RO)
  - "La gamba di Diego" di Gianfranco Gallo
  - "Schizofrenia" di Paolo Ameli - Milano (MI)
  - "Lacreme napulitane" di Francesco Satta - Bologna (BO)
  - "La giornata di Eva" di Clara Salgado - Pordenone (PN)
- Menzione speciale della critica: La giornata di Eva di Clara Salgado

### Edizione 2008
- Premio Migliore Cortometraggio: La migliore amica di Daniele Santonicola
- Premio della Critica: La migliore amica di Daniele Santonicola
- Premio speciale Corti d'evasione: Il Mio posto nel mondo di Lorenzo Tozzi
- Premio Giuria di Selezione "FINALISTI"
  - "Chi è Cappuccetto Rosso?" di Eva Ciuk (RM)
  - "Asade" di Daniele Balboni (BO)
- Menzione speciale della Giuria di selezione: Circolare notturna di Paolo Carboni

### Edizione 2009
- Premio Migliore Cortometraggio: La mano rotta di Duccio Brunetti
- Premio della Critica: A Glance at Freedom di Pietro Malegori
- Premio speciale Corti d'evasione:
  - La 25a ora e 1/2 di Luca Boni (ex aequo)
  - Punto di vista di Michele Banzato (ex aequo)
- Premio Giuria di Selezione "FINALISTI"
  - PATTAYA È IL PARADISO di Paky Perna (NA)
  - I AM CALABRESE di Antonio Malfitano (CS)
  - IL BUIO di Alessandro Riccardi (FR)
  - L'ULTIMA SPIAGGIA di Matteo Lucidi (PG)
  - EL MUEBLE DE LAS FOTOS (IL MOBILE DELLE FOTO) di Giovanni Maccelli (PO)
- Segnalazione speciale dei ragazzi e degli operatori dei centri giovanili dell'ambito territoriale n. 9 dell'Umbria: Anna Politkovskaja, concerto per voce solitaria di Ferdinando Maddaloni

### Edizione 2010
- Premio Migliore Cortometraggio: Così come sono di Daniele Santonicola
- Premio della Critica:  Xie Zi di Giuseppe Marco Albano
- Premio speciale Corti d'evasione: Xie Zi di Giuseppe Marco Albano
- Premio Giuria di Selezione "FINALISTI"
  - "Incontri" di Un gruppo di adolescenti sotto la guida di Dino Giarrusso per la Fondazione "Silvano Andolfi" - Roma (RM)
  - "In my prison (Nella mia prigione)" di Alessandro Grande - Roma (RM)
  - "The snatch (Lo strappo)" di Miguel Aguierre Garcìa - Madrid (Spagna)
  - "Se ci dobbiamo andare andiamoci" di Vito Palmieri - Bitonto (BA)
  - "Eva" di Ivano Fachin - Modica (BG)
- Menzione Speciale della Giuria di Selezione:
  - "Ma quando ti sposi?" di A.S.P.AL S.R.L. Azienda Servizi e Progetti Alessandria - Alessandria (AL)
  - "Still Fighting" di Samuele Malfatti - Roma (RM)

### Edizione 2011
- Premio Migliore Cortometraggio: Macula cieca di Pasquale Cangiano
- Premio della Critica: Caffè capo di Andrea Zaccariello e Paolo Rossi
- Premio speciale Corti d'evasione:
  - I panni sporchi non si lavano in casa di Lorenzo Tozzi e M. Elena Rosati (ex aequo)
  - Macula cieca di Pasquale Cangiano (ex aequo)
- Premio Giuria di Selezione "FINALISTI"
  - “Hai in mano il tuo futuro” di Enrico Maria Artale - Roma (RM)
  - “Gamba trista” di Francesco Filippi - S.Lazzaro di Savena (BO)
  - “Sono sempre stata “Chiara”” di Alessandro Daquino - Pistoia (PT)
  - “Vodka tonic” di Ivano Fachin - Modica (RG)

### Edizione 2012
- Premio Migliore Cortometraggio: Smile di Matteo Pianezzi
- Premio della Critica:
  - In fondo a destra di Valerio Groppa (ex aequo)
  - Quell'estate al mare di Anita Rivaroli e Irene Tommasi (ex aequo)
- Premio speciale Corti d'evasione: In fondo a destra di Valerio Groppa
- Premio Giuria di Selezione "FINALISTI"
  - “I TWEET” di Mario Parruccini - New York City (USA)
  - “RAMIRO” di Adam Selo - Bologna (BO)
  - “LA SCIARPA” di Alessia De Ninno - Firenze (FI)
- Segnalazione della Giuria di Selezione per la visione della Giuria dei Giovani:
  - “DISCOTECHE PSICOTROPE - FCM” di Lorenzo Del Re - Roma (RM)
  - “DALL'ALTRA PARTE” di Marco Rota - Corsico (MI)
  - “FRONTIERS” di Hermes Mangialardo - Copertino (LE)

### Edizione 2013
- Premio della Giuria dei Giovani: Ngutu di Felipe Del Olmo e Daniel Valledor (Spagna)
- Premio della Giuria della Critica: Mi ojo derecho di Josecho De Linares (Spagna)
- Premio Corti d'evasione: Matilde di Vito Palmieri
- Premio Giuria di Selezione "FINALISTI"
  - "Asesinato en la villa" di Carlota Coronado (Spagna)
  - "Margerita" di Alessandro Grande (RM)
  - "Pre Carità" di Flavio Costa (RM)
  - "Pomodoro Nero" di Rossella Anitori, Antonio Laforgia e Raffaele Petralla (RM)
- Menzioni speciali della Giuria di Selezione
  - Chi cerca... non trova di Liberto Savoca, Francesca Rizzato, Diego Rizzato
  - Francesco e Bjorn di Fausto Caviglia
  - Shame and Glasses di Alessandro Riconda

### Edizione 2014
- Premio della Giuria dei Giovani: Acabo de tener un sueño (Ho appena fatto un sogno) di Javier Navarro (Spagna)
- Premio della Giuria della Critica: Zweibettzimmer (Camera doppia) di Fabian Giessler (Germania)
- Premio Corti d'evasione: Thriller di Giuseppe Marco Albano (TA)
- Premio Giuria di Selezione "FINALISTI"
  - Vivo e Veneto di Francesco Bovo e Alessandro Pittoni (PD)
  - Nella tasca del cappotto di Marco Di Gerlando (GE)
  - Spot Telefono Azzurro di Laura Biggi (Carrara MS)
  - Razvan di Mohamed Hossameldin (RM)

### Edizione 2015
- Premio della Giuria dei Giovani: Anna bello sguardo di Vito Palmieri (Bologna)
- Premio della Giuria della Critica: Sexy Shopping di Adam Selo e Antonio Benedetto (Bologna)
- Premio Corti d'evasione: Pita di Gabriele Sheepard (Genova)
- Premio Giuria di Selezione "FINALISTI"
  - Chi fa Otello? di David Fratini (Roma)
  - Piùmé di Giordano Torreggiani (Terni)
  - Silencios di Jesús Méndez (Spagna)
  - Il Nostro Piccolo Segreto di Franco Montanaro (Bologna)

### Edizione 2016
- Premio della Giuria dei Giovani "Miglior Cortometraggio": Due piedi sinistri di Isabella Salvetti (RM)
- Premio della Giuria della Critica: Hostal Eden di Gonzaga Manso (Spagna)
- Premio "Corti d'evasione" (Giuria dei detenuti della Casa di Reclusione di Spoleto): Due piedi sinistri di Isabella Salvetti (RM)
- Premio "In Cammino" (Giuria dei richiedenti asilo di Spoleto e Castel Ritaldi): La sedia di cartone di Marco Zuin (TV)
- Premio Giuria di Selezione "FINALISTI"
  - L’Aereo di Jesús Martínez e Antonio Pérez (Spagna)
  - Storie dal 3° cancello di Daniele Lucaferri (RM)
  - Nta' sta varca di Davide D’Angelo (Colli del Tronto - AP)
  - Memories of Anna and me di Giovanni Sterle e Alessandro Ballardin (Schio - VI)
  - Unico di Claudio D’Avascio (NA)

### Edizione 2017
- Premio della Giuria dei Giovani "Miglior Cortometraggio": Supermènn di Rosario Bizzarro (Melito-NA)
- Premio della Giuria della Critica: Supermènn di Rosario Bizzarro (Melito-NA)
- Premio "Corti d'evasione" (Giuria dei detenuti della Casa di Reclusione di Spoleto): Mi chiamo Emidio Mastrodomenico e sono un partigiano di Daniele Cascella (San Ferdinando di Puglia-BT)
- Premio "In Cammino" (Giuria dei richiedenti asilo di Spoleto e Castel Ritaldi): Vacanze separate di Gabriele Bròcani (LT)
- Premio Giuria di Selezione "FINALISTI"
  - Piove di Ciro D'Emilio (RM)
  - Mirko di Stefano Sbrulli (Pavona-RM)
  - Dillo che è Meglio! di Sebastiano Bazzichi (MS)
  - Editing di Luca Moltisanti (Giffoni Valle Piana-SA)
  - Amira di Luca Lepone (RM)

### Edizione 2018
- Premio della Giuria dei Giovani "Miglior Cortometraggio": BALO di Marco Di Gerlando e Ludovica Gibelli
- Premio della Giuria della Critica: LA GIORNATA di Pippo Mezzapesa
- Premio "Corti d'evasione" (Giuria dei detenuti della Casa di Reclusione di Spoleto): LA GIORNATA di Pippo Mezzapesa
- Premio "In Cammino" (Giuria dei richiedenti asilo di Spoleto e Castel Ritaldi): BALO di Marco Di Gerlando e Ludovica Gibelli
- Premio Giuria di Selezione "FINALISTI"
  - L'ultimo ninja di Mattia Riccio
  - The Colorful Life of Jenny P. di Daniele Barbiero
  - Manicure di Francesco Natale
  - Colors of babel di Luca De Paolis
  - Portiamo la scuola dove non c'è! di Gianmarco D'Agostino
  - Martino di Luigi Di Domenico

### Edizione 2019
- Premio della Giuria dei Giovani "Miglior Cortometraggio": Humanitas di Federico Mamone

- Premio della Giuria della Critica: L'appuntamento di Marco di Gerlando e Ludovica Gibelli
- Premio "Corti d'evasione" (Giuria dei detenuti della Casa di Reclusione di Spoleto): Humanitas di Federico Mamone
- Premio "In Cammino" (Giuria dei richiedenti asilo di Spoleto e Castel Ritaldi): Quel tipo strano di Vincenzo Totaro
- Menzione speciale “Giuria dell’INFORMAGIOVANI di Spoleto”:
  - Social di Fabrizio Cantalupo
  - Partenze di Nicolas Morganti Patrignani

- Premio Giuria di Selezione "FINALISTI":
  - Alleluja di Paolo Geremei
  - 11 di Piergiorgio Martena
  - CASANepal, un luogo dove ricominciare di Matteo Poddie
  - Adam’s tales di Giuseppe L'Andolina

### Edizione 2020
- Premio “Giuria dei Giovani - Miglior Cortometraggio" e Premio “Giuria della Critica”: Sola in discesa di Claudia Di Lascia, Michele Bizzi
- Premio "In Cammino" (Giuria dei giovani immigrati-richiedenti asilo): Che fine ha fatto l'inciviltà? di Delio Colangelo
- Premio "Giuria di Selezione - FINALISTI":
  - Fuor d'acqua di Alessandro Marano
  - Buonanotte/Goodnight di Yohana Ambros
  - Solo un film di Emanuele Tabarrini, Pietro Gobbi
  - L'uomo fuori di Stefano Aderenti
  - Siamo tutti sullo stesso barcone di Diego Monfredini
  - Discorso di Pericle agli Ateniesi di Alberto Sansone
  - Love is Love di Alessia Pischedda
  - Una giornata al lago di Federica Salvatori
  - Perdutamente di Emilio Guizzetti
  - 12:30 di Natalia De Martin Deppo

### Edizione 2021
- Premio Giuria dei Giovani "Miglior Cortometraggio" e Premio Giuria di Qualità "Città di Spoleto": PAPER BOAT di Luca Esposito
- Premio "In Cammino" (Giuria di giovani immigrati-richiedenti asilo): FREE di Pietro Adorato
- Premio "Giuria di Selezione - Finalisti":
  - IL SECCHIO di Mattia Riccio
  - FIGHTING SOULS di Stratos Cotugno
  - LA FESTA di Ruben De March
  - UNSTOPPABLE SOUL di Claudio Proietti
  - NON NASCONDERTI di Claudio Recenti
  - CHIUDI GLI OCCHI E GUARDAMI di Andrea Castoldi
  - LE PAROLE DEL CINEMA dell'I.I.S. Algeri Marino di Casoli (CH)
  - MANCA di Maddalena Vantaggi e Michele Manuali

### Edizione 2022
- Premio Giuria dei Giovani "Miglior Cortometraggio" e Premio Giuria di Qualità "Città di Spoleto": “Giovanni” di Marco di Gerlando e Ludovica Gibelli
- Premio "Corto d'Evasione" (Giuria dei detenuti della Casa di Reclusione di Spoleto): “Un ragazzo complicato” di Maddalena Vantaggi e Michele Manuali
- Premio "In Cammino" (Giuria di giovani immigrati-richiedenti asilo): “Vita da cani” di Riccardo De Angelis
- Premio "Giuria di Selezione - Finalisti":
  - ¿Estáis ahí? (C’è nessuno?) di Ana Maria Ferri
  - Con i miei occhi di Silvia Nobili
  - Piano di Lorenzo Vitrone
  - Algos di Luigi Di Noi, Chiara Lecciso, Frank Leone
  - Ho dipinto la pace di Giuseppe Sagnelli
  - Il Gioco delle Paure di Marco Rota e Ivan Adami
  - Un anno dopo di Alessio di Lallo
  - Siria 10 anni dopo di Gimmi Cavalieri ed Elisabetta Norzi

### Edizione 2023
- Premio Giuria dei Giovani "Miglior Cortometraggio": SCHARIFA di Fabrizio Sergi
- Premio Giuria di Qualità "Città di Spoleto": COME SIAMO DIVENTATI di Christiano Pahler
- Premio "Corto d'Evasione" (Giuria dei detenuti della Casa di Reclusione di Spoleto): 25 MAGGIO GIORNATA INTERNAZIONALE MINORI SCOMPARSI di Michela Fraschini
- Premio "In Cammino" (Giuria di giovani immigrati-richiedenti asilo): I RICORDI CHE MERITI di Alberto Dorsi, Davide Tagliabue
- Premio "Giuria di Selezione - Finalisti":
  - LA DONNA SVELATA di Gaia Pulliero
  - SAAD di Emanuele Patrick Biganzoli
  - IO SONO SAMAN di Nuccio Modica
  - DELLA STESSA MADRE di Enrico Francese
  - 12 DICEMBRE GIORNATA DEDICATA ALLE PERSONE SCOMPARSE di Emanuela Zuccagnoli
  - OFFLINE di Diego Mariucci, Tommaso Giacometti

### Edizione 2024
- Premio Giuria dei Giovani "Miglior Cortometraggio": "Tornare a Vivere” di Marco Rota e Ivan Adami
- Premio Giuria di Qualità "Città di Spoleto": "Tornare a Vivere” di Marco Rota e Ivan Adami
- Premio "Corto d'Evasione" (Giuria dei detenuti della Casa di Reclusione di Spoleto): "Tornare a Vivere” di Marco Rota e Ivan Adami
- Premio "In Cammino" (Giuria di giovani immigrati-richiedenti asilo): “Il Muro” di Linda Fratini
- Premio Giuria di Selezione "Finalisti":
  - "Il racconto di Ester" di Simone Barletta
  - "Lucy" di Roberto Pili
  - "Il giorno dopo" di Giacomo Talamini
  - "Mara mira il mare" di Mario Boccuni
  - "A new world" di Andrea Stomeo
  - "Tutto ancora da scrivere" di Enrico Francese